# Казанська алгебраїчна школа
Каза́нська алгебраї́чна шко́ла — наукова школа, заснована в Казанському університеті членом-кореспондентом АН СРСР Миколою Чеботарьовим, який працював у Казані в 1928—1947 роках.

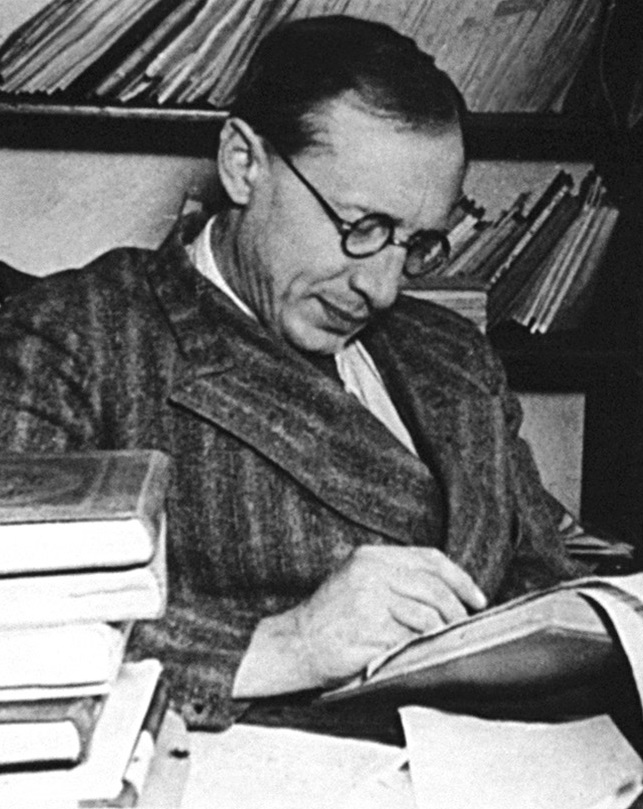
Микола Чеботарьов

Серед найяскравіших представників наукової школи були Ігор Адо та Володимир Морозов. Після передчасної смерті Чеботарьова саме Морозов активно сприяв подальшій діяльності Казанської алгебраїчної школи. Він її очолював упродовж 28 років, завідуючи після Чеботарьова кафедрою алгебри.

## Електронні джерела
- Микола Григорович Чеботарьов (рос.)
- Казанський державний університет. Алгебраїчна школа [Архівовано 26 вересня 2007 у Wayback Machine.] (рос.)